# Altenholz
Altenholz es un municipio situado en el distrito de Rendsburg-Eckernförde, en el estado federado de Schleswig-Holstein (Alemania), con una población estimada de 9,896 habitantes a finales de 2016.
Se encuentra ubicado en el área centro-este del estado, cerca de las ciudades independientes de Schleswig y Kiel, de la costa del mar Báltico y del canal de Kiel.